# Brachysiderus minicola
Brachysiderus minicola är en skalbaggsart som beskrevs av Ohaus 1930. Brachysiderus minicola ingår i släktet Brachysiderus och familjen Dynastidae. Inga underarter finns listade.